# Преследвачът (филм, 2008)
Вижте пояснителната страница за други значения на Преследвачът.
„Преследвачът“ е български телевизионен игрален филм от 2008 година на режисьора Лъчезар Аврамов, по сценарий на Димитър Стоянович. Оператор е Стефан Куцаров. Художник е Мирослав Маринов. Музиката във филма е композирана от Стефан Димитров.

## Сюжет
80-те години на миналия век със споделените мисли на един дребен човечец в катарзисен момент от живота си. Самотен, маниакален, обсебен от страхове и от безсмислието на битието си в пределната възраст между 45 и 50 години, когато всеки принципно си дава равносметка за много неща, които са му се случили. Сам определя себе си като „жалко интелигентско леке, живеещо жалък интелигентски живот“.
В държавната кантора работата му е да уволнява хористи, които предстои да бъдат пенсионирани. Чиновникът не е доволен от мизерното си съществуване, но каквото и да прави, според него все някой го е изпреварил. И тръгва по следите на една несъстояла се или никога непоявила се любов в едно доста абстрактно пътуване със сянката на един абстрактен образ – въпросния преследвач. Където и да отиде и каквото и да направи, винаги на същото място вече е бил някой преди него, който го проваля във всичко, с което се захване. Този някой е неговото второ аз, вътрешният му глас, който той никога не надига. Това слага отпечатък върху целия му живот, изпълнен с нещастие и безумни ситуации... .

## Актьорски състав
- Владимир Пенев – разказвача
- Ивайло Христов – майор Антонов
- Васил Банов – Д’еба Мааму
- Николай Сотиров – Патрик
- Албена Ставрева – Мария
- Ярослава Павлова – Букова
- Калина Станева – Лидия
- Иван Савов – шофьорът на ладата
- Петър Гюров – хорист-пенсионер
- Петър Петров – хорист-пенсионер
- Васил Димитров – хорист-пенсионер

В епизодите:
- Георги Спасов
- Емил Котев
- Китодар Тодоров
- Любен Петкашев
- Радостина Гегова
- Маргарита Хлебарова
- Магдалена Митева
- Георги Илиев
- Любомир Вълчев
- Петър Калчев
- Пламен Димитров
- Марий Григоров
- Hиколай Мутафчиев
- Владислав Петров